# Bente Paulis
Bente Paulis, född den 14 februari 1997, är en nederländsk roddare.

## Karriär
Bente Paulis tog silver tillsammans med de nederländska damerna i scullerfyra vid olympiska sommarspelen 2024 i Paris.